# Margaride
Margaride (Santa Eulália) is een plaats (freguesia) in de Portugese gemeente Felgueiras en telt 9451 inwoners (2001).